# اصل موضوع هم‌مصداقی
اصل موضوع هم‌مصداقی یا اصل موضوع تساوی یا {{{text}}}[نیازمند یادکرد] (Axiom of extensionality) یکی از اصول موضوع زرملو-فرنکل است، که به نظریهٔ اصل موضوعی مجموعه‌ها تعلق داشته، و در شاخه‌هایی از منطق، ریاضیات، و علوم کامپیوتر مورد استفاده قرار می‌گیرد.

## مقدمه
اصطلاح اصل موضوع هم‌مصداقی یک اصل از نظریه مجموعه است که توسط ریچارد ددکیند در سال ۱۸۸۸ فرموله شده‌است، و تنها بیان می‌کند که دو کلاس یا مجموعه یکسان هستند اگر و فقط اگر شامل اعضای یکسان باشند. از آنجایی که ارنست زرملو اصل موضوع هم‌مصداقی را از ریچارد ددکیند گرفته‌است و به عنوان اولین اصل موضوع مجموعه موضوعی زرملو قرارداده است که سایر اصل موضوعات مجموعه زرملو-فرانکل از آن نشأت می‌گیرند. احتمال خلط ترجمه گسترش وجود دارد. در حالی که هیج موضوعیت گسترش چیزی از آن بر نمی‌آید.
در منطق سنتی و کلاسیک مفهوم مصداق یا مصداقیت به موضوعی اشاره می‌شود که شامل بعد مفهومی برای کلیت یک چیز است یا اصطلاحات اغلب به عنوان پیش فرض‌های کلی برای پوشش تمام موضوع به کار می‌رود.
یکی از مفاهیم اصلی در نظریهٔ مجموعه‌ها که در بررسی‌های کاملاً اصل موضوعی از جمله عمده‌ترین مفاهیم اولیه و تعریف نشده محسوب می‌شود مفهوم تعلق یا عضویت است. اگر A یک مجموعه باشد و x متعلق A باشد (x عنصر A است یا A شامل x است) می‌نویسیم x ∈ A. نماد نماد عضویت است و برگرفته از حرف یونانی ε (اپسیلون) است و توسط پئانو مورد استفاده قرار گرفته شده‌است.
یکی از روابط مهم میان مجموعه‌ها که تا حدی مقدماتی تر از تعلق است، تساوی دو مجموعه است. اگر دو مجموعه A و B باشند می‌نویسیم A = B و در غیر این صورت می‌نویسیم A ≠ B.
- حال این سؤال پیش می‌آید که چه هنگام دو مجموعه را مساوی می‌گوییم؟

برای پاسخ به این سؤال اصل موضوعی بنا می‌کنیم که به درستی رابطه بین تساوی و تعلق را در مجموعه‌ها نشان می‌دهد.

## اصل موضوع هم‌مصداقی
مطابق اصل موضوع هم‌مصداقی
{\displaystyle \forall A\forall B:(A=B\iff \forall x(x\in A\iff x\in B))}
به عبارت دیگر این اصل بیان می‌کند، دو مجموعه با هم برابرند اگر و فقط اگر دارای عناصر یکسان باشند.
این اصل نشان می‌دهد هر مجموعه با مصداقیت خود (اعضای خود) دقیقاً مشخص می‌شود. همچنین با توجه به مفهوم زیرمجموعه می‌توان اصل موضوع هم‌مصداقی را به گونه‌ای دیگر فرمول‌بندی نمود.
می‌دانیم که اگر مجموعه A زیرمجموعه، مجموعه B باشد می‌نویسیم A ⊆ B و این بدان معنی است که هر عضو A، متعلق به B نیز می‌باشد. حال اگر برای هر دو مجموعه دلخواه A و B داشته باشیم A ⊆ B و B ⊆ A آنگاه بدیهی است که طبق تعریف هر عضو A در B و هر عضو B در A موجود است و لذا اعضای A و B یکسان هستند. پس:
دو مجموعه باهم مساوی‌اند اگر و فقط اگر هر یک زیر مجموعه دیگری باشد. به عبارت دیگر اگر A و B دو مجموعه باشند A = B اگر و فقط اگر A ⊆ B و B ⊆ A
پس اصل موضوع هم‌مصداقی به ما کمک می‌کند که بدانیم چه موقع دو مجموعه با هم برابرند. با توجه به این اصل همواره اثبات تساوی دو مجموعه به دو بخش تقسیم می‌شود که باید در هر قسمت نشان دهیم هر یک از مجموعه‌ها زیرمجموعه دیگری است.